# Ломбардо, Кристофоро
Кристофоро Ломбардо, или Ломбарди, известный как Ломбардино (итал. Cristoforo Lombardo, oppure Lombardi, detto il Lombardino; ? — 1555, Милан) — скульптор и архитектор эпохи Возрождения, член большой семьи архитекторов и скульпторов ломбардской и венецианской школ.

## Семья художников Ломбардо, или Ломбарди
Члены этой семьи происходят с севера Италии, из Ломбардии. Прозвание «Ломбардо» старшие члены семьи получили по месту своего рождения — селения в районе Карона (Carona) в швейцарском муниципалитете Лугано италоязычного кантона Тичино, который ранее входил в регион Ломбардии. Одним из основоположников семьи был Пьетро Солари (1435—1515), получивший прозвание Ломбардо (его не следует путать с работавшим в Москве тессинцем Пьетро Антонио Солари, сыном Гуинифорте Солари).
Пьетро Солари работал в Венеции вместе с сыновьями Туллио (1455—1532) и Антонио Ломбардо (1458—1516). Члены семьи участвовали среди прочего в создании Дворца дожей и, таким образом, «внесли свой вклад в формирование уникального стиля венецианской архитектуры». Известны и другие художники, члены этой большой семьи, и ещё множество однофамильцев — архитекторов, скульпторов и живописцев в Лугано, Венеции, Милане, Парме, Брешии и Лукке.

## Биография Кристофоро Ломбардо

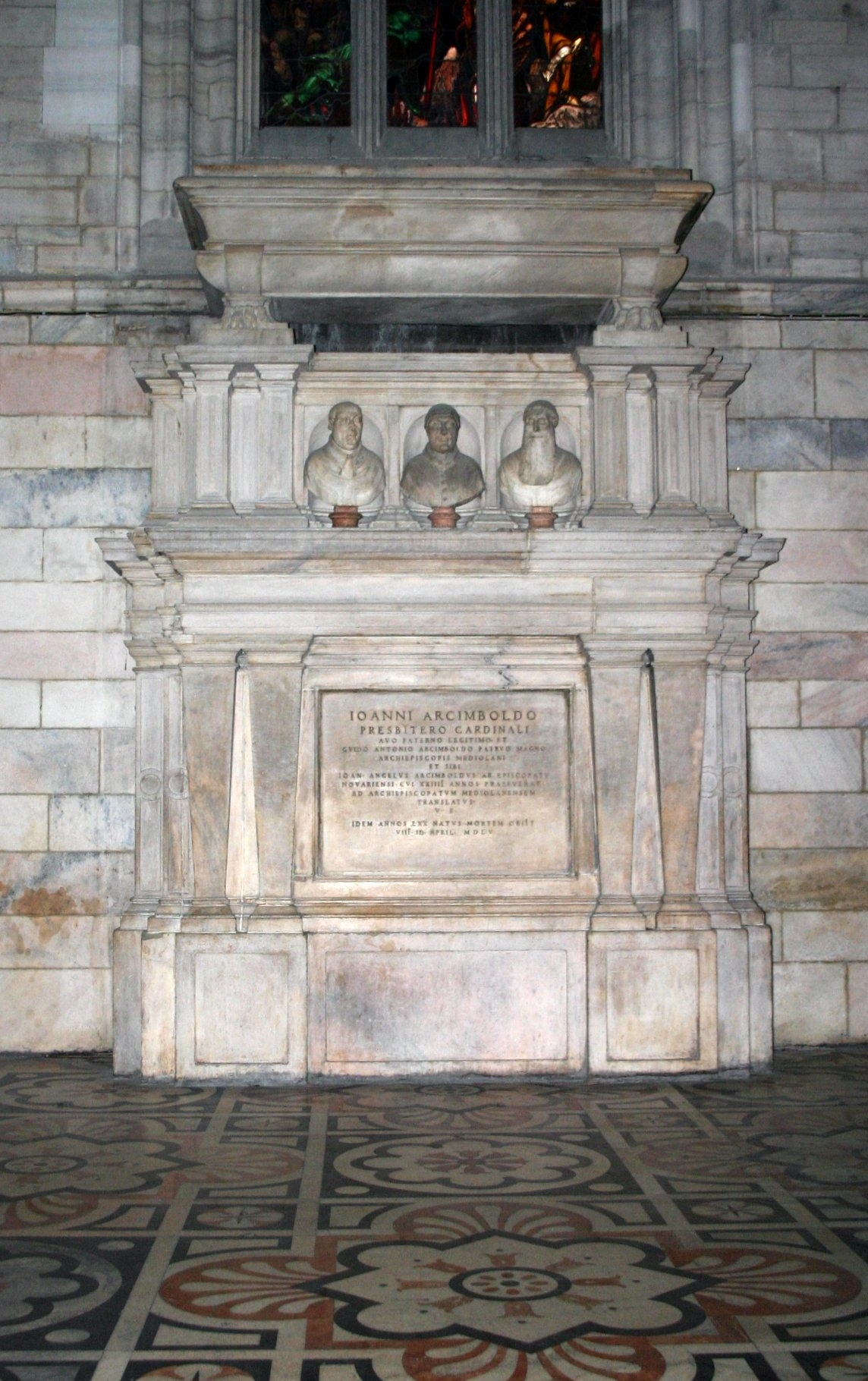
Надгробие архиепископов Милана, членов семьи Арчимбольди. 1559. Миланский Собор

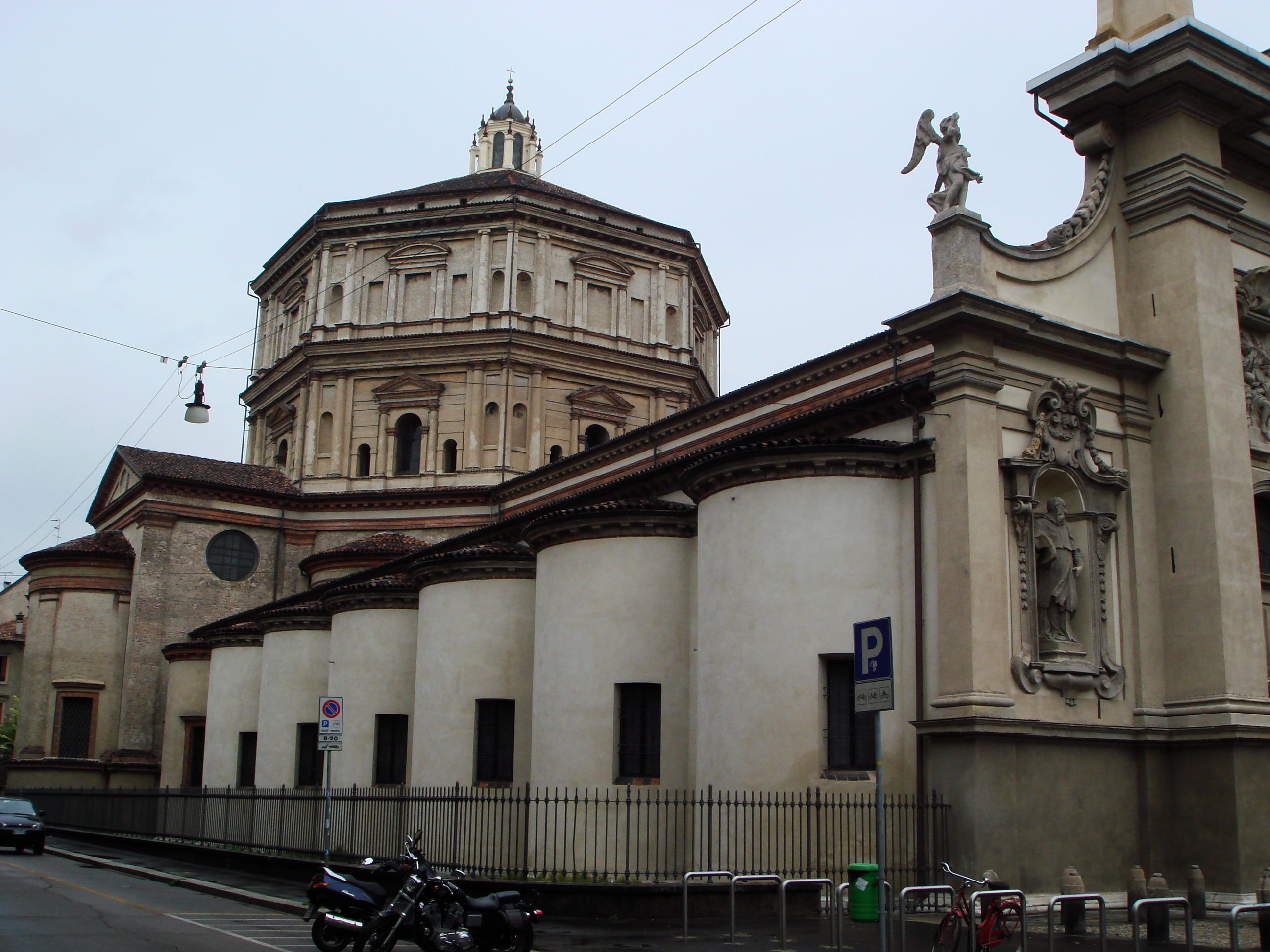
Церковь Санта-Мария-делла-Пассионе. Тибуриум и купол. 1530. Милан

Сын Доменико, работавший в Милане с начала шестнадцатого века, «Ломбардо принадлежит к тем второстепенным художественным личностям позднего Возрождения, которые работали вместе с великими мастерами того времени и поэтому не создавали единичных памятников, а способствовали их созданию в коллективном творчестве, что не менее важно».
Первая достоверная информация о деятельности Кристофоро Ломбардо касается его работы на строительстве Дуомо — Миланского собора (Fabbrica del Duomo) в 1510 году, и, помимо короткого пребывания в Риме и одного в Болонье, Ломбардо и далее работал прежде всего в Милане (на строительстве Собора до конца жизни) и во второстепенных ломбардских центрах.
Между 1516 и 1517 годами он выполнил гробницу Дж. Б. Барбавары в церкви Сант-Анджело в Милане, а в следующем году он сотрудничал с Агостино Бусти для гробницы Гастона де Фуа, самого важного надгробного памятника того времени, для церкви Санта-Марта.
17 февраля 1525 года он завершил строительство ковчега святых Петра и Марчеллина в церкви Сан-Томмазо в Кремоне. В церкви Санта-Мария-прессо-Сан-Чельсо Кристофоро пристроил к пресбитерию многоугольный хор по образцу Миланского собора.
В 1526 году Ломбардо был назначен главным архитектором строительства Миланского собора. Ломбардо также работал над реконструкцией и расширением Палаццо Стампа-ди-Сончино в Милане с башней и внутренним двором. Ломбардо принимал активное участие в строительстве восьмиугольного купола церкви Санта-Мария-делла-Пассионе. В 1545 году Ломбардо отправился в Болонью, чтобы изучить проект фасада базилики Сан-Петронио.
Впоследствии Ломбардо занимался некоторыми проектами по завершению верхней части фасада Чертоза ди Павия, продолжая работу Джованни Антонио Амадео. Последними проектами, выполненными Ломбардо между 1546 и 1547 годами, были сакристия (ризница) Сантуария Святой Девы Марии чудес в Саронно, работы для навигационного шлюза Конка ди Виаренна, а в 1553 году он проектировал гробницу Массимилиано Стампа в церкви Санта-Мария-делле-Грацие в Сончино. Ломбардо скончался в Милане в сентябре 1555 года.